# Римокатоличка црква Светог крижа у Сремској Каменици
Римокатоличка црква Светог крижа у Сремској Каменици, градском насељу на територији градске општине Петроварадин, подигнута је 1746. године, а у 19. веку њу је обновио и проширио гроф Мартон Марцибањи.
Црква је од грофа Гвида Карачоњија добила оргуље 1869. године, а у горњем торњу имала је четири звона различите величине.
У крипти испод цркве почивају тела Гвида Карачоњија, грофице Марије рођене Марцибањи и грофице Гвидобалдине Карачоњи.
Црква је обнављана 1914. године и у новије време.